# Центр Роберта Джексона
Центр Роберта Г. Джексона (англ. Robert H. Jackson Center) — неприбуткова організація, розташована у Джеймстауні, штат Нью-Йорк, присвячена життю та спадщині судді Верховного суду США та головного прокурора США на Нюрнберзькому процесі Роберта Джексона. Центр Роберта Джексона був заснований у 2001 році та урочисто відкритий 16 травня 2003 року. Місією Центру є освіта з та обговорення питань права та правосуддя в дусі життя та праці Роберта Джексона.

## Заснування
За даними реєстру компаній штату Нью-Йорк, Центр Роберта Джексона (ідентифікаційний номер/DOS ID: 2619883) був зареєстрований у 2001 році. Центр був заснований джеймстаунським юристом Ґреґорі Пітерсоном, філантропкою та громадською волонтеркою Елізабет Ленною, та гуманітарним громадським координатором Карлом Каппою.
Урочисте відкриття центру відбулось 16 травня 2003 року. На відкритті Центру виступив тодішній Голова Верховного суду США Вільям Ренквіст, який був помічником судді Верховного суду США Роберта Джексона. На відкритті також виступила онука Роберта Джексона Меліса Джексон.  Місією центру є освіта з та обговорення питань права та правосуддя в дусі життя та праці Роберта Джексона.

## Спонсори
Центр Роберта Джексона перелічує серед своїх корпоративних спонсорів, зокрема, наступні компанії: пенсільванську нафтову компанію United Refining Company, швейцарську глобальну фінансову компанію UBS, пенсільванський банк Northwest Bank, американський банк Merril Lynch Bank of America, американську банківську корпорацію M&T Bank, американський регіональний банк KeyBank. Крім того, спонсорами Центру виступають місцеві компанії з Джеймстауна та округу Чоткова.

## Діяльність

### Дискусії з міжнародного гуманітарного права
Починаючи з 2007 року, Центр Роберта Джексона щорічно влаштовує захід «Діалоги з міжнародного гуманітарного права» (англ. International Humanitarian Law Dialogues), який з 2019 року називається «Дискусії з міжнародного права за круглим столом» (англ. International Humanitarian Law Roundtables). На заході збираються діючі та колишні прокурори міжнародних трибуналів у справах про військові злочини та відомі вчені та експерти з права, щоб обговорити актуальні проблеми міжнародного кримінального права. Під час заходу відбувається виступ головного доповідача та дискусії за круглим столом на тему конференції, доповідь нової інформації від діючих прокурорів, студентські сесії та окремі «сесії на ганку» на вибрані теми. Діалоги зазвичай проходять в Чотокві та Джеймстауні, штат Нью-Йорк. Виключенням стали Діалоги 2016 року, які проходили у Нюрнберзі, Німеччина, щоб узяти участь в офіційному визнанні міста 70-ї річниці завершення Нюрнберзького процесу, архітектором і головним прокурором США був Роберт Джексон. Захід завершується прийняттям міжнародними прокурорами, які відвідували захід, Чотоквської декларації.
Захід відвідували, зокрема, такі міжнародні прокурори: головний прокурор Міжнародного трибуналу щодо колишньої Югославії Серж Браммерц, американський прокурор на Нюрнберзькому процесі Генрі Т. Кінґ, головний прокурор у Спеціальному суді зі С'єрра-Леоне Девід М. Крейн, прокурор Міжнародного кримінального суду Фату Бенсуда, американський прокурор на одному з Нюрнберзьких процесів Бен Ференц, прокурор Міжнародного трибуналу щодо колишньої Югославії та Міжнародного трибуналу щодо Руанди Річард Ґолдстоун, прокурор в Надзвичайних палатах в судах Камбоджі Ендрю Кейлі, прокурор Спеціального суду зі С'єрра-Леоне Бренда Голліс, помічник Генерального секретаря ООН в Міжнародному трибуналі щодо Руанди Бонґані Маджола, прокурор в Надзвичайних палатах в судах Камбоджі Роберт Петіт, прокурор Спеціального трибуналу з Лівану та Міжнародного трибуналу щодо колишньої Югославії Даніель Бельмар, прокурор Міжнародного трибуналу щодо Руанди Гассан Яллоу, прокурор Спеціального суду зі С'єрра-Леоне сер Десмонд Десільва, прокурор Спеціального суду зі С'єрра-Леоне Стівен Дж. Реп.
Матеріали заходу публікуються у Американським товариством міжнародного права у виданні Proceedings.
У 2022 році у заході взяла участь українська юристка та партнер української юридичної групи LCF Law Group Анна Огренчук. Вона прочитала інавгураційну лекцію імені російського юриста Сергія Магнітського, який помер у тюрмі. У лекції вона описала тодішню ситуацію в Україні під час вторгнення Росії в Україну, обговорила механізми закінчення війни та питання покарання відповідальних за воєнні злочини, злочини проти людства, злочини проти миру, та геноцид.
У 2023 році в онлайн-форматі у заході взяв участь посол з особливих доручень Міністерства закордонних справ України Антон Кориневич. Він прочитав лекцію імені Сергія Магнітського, в якій розповів про ініціативу України зі створення спеціального трибуналу зі злочину агресії проти України, і пояснив, чому України намагається добитись створення спеціального трибуналу, а не звертатись до Міжнародного кримінального суду: Міжнародний кримінальний суд може розглянути злочин агресії проти України тільки якщо і Україна, і Російська Федерація погодяться до юрисдикцію цього суду, а виконати ці умови не видається можливим. Кориневич також розповів про створення Міжнародного центру з розслідування злочинів агресії проти України (англ. International Centre for the Prosecution of the Crime of Aggression against Ukraine), який працює як координаційна платформа зі збирання доказів та проведення розслідування. Відповідно до Кориневича, у діяльності Центру беруть участь як українські прокурори, так і прокурори з інших країн (Польщі, Латвії, Литви, та Естонії). Водночас Кориневич визнав, що діяльність цього центру є лише першим кроком, і в подальшому потрібен трибунал.

### Щорічна лекція про Верховний суд США
Починаючи з 2005 року, Центр Роберта Джексона щорічно організовує лекцію про Верховний суд США. Лекторами про Верховний суд США були: американський правознавець, фахівець в Першій поправці до Конституції США та викладач Школи права Чиказького університету Джеффрі Р. Стоун (2005); американська журналістка, що висвітлює діяльність Верховного суду США для видання New York Times Лінда Ґрінгаус (2006); юрист і колишній Генеральний соліситор США Сет Ваксмен (2007); юрист, блогер та правовий аналітик на каналу CNN Джеффрі Тобін (2008); юрист і колишній Генеральний соліситор США Пол Д. Клемент (2009); історик і колишній спічрайтер Білого Дому Джефф Шесол (2010); канадсько-американська юристка, письменниця та журналістка Далія Літвік (2011); американський правознавець та викладачка Стенфордської школи права Памела Карлен (2012); суддя та колишній Генеральний соліситор США Чарльз Фрайд (2013); американський правознавець, фахівець в конституційному праві та стерлінгський професор Єльського університету Ахіл Амар (2014); американський правознавець і викладач Гарвардської школи права Лоуренс Трайб (2015); американський правознавець і викладачка Єльської юридичної школи Трейсі Мірз (2016); американський федеральний суддя Джон. О. Ньюмен (2017); суддя Верховного суду Канади Розалі Абелла (2018); американський юрист і колишній Генеральний соліситор США Доналд Верріллі (2019); американська журналістка та колумністка Рут Маркус (2020); американський правознавець та викладачка Школи права Нью-Йоркського університету Мелісса Маррей (2021); викладачка Єльської юридичної школи Ріва Зіґель (2022); та американський правознавець та викладач Єльської юридичної школи Джастін Драйвер (2023).

### Проєкт «Захисники свободи»
В рамках проєкту «Захисники свободи» (англ. Defenders of Freedom) було зібрано близько 250 історій ветеранів Другої світової війни. У Центрі пройшла виставка, присвячена ветеранам. Записані історії ветеранів викладені на youtube-аккаунті Центру. Одна з героїнь проєкту, Анна Брюєр, народилась в Україні, під час окупації України Третім Рейхом її вивезли на примусову працю до Німеччини, потім вона перебувала у таборах для переміщених осіб, і зрештою емігрувала до США.

### Інформаційна діяльність
На сайті Центру зібрані аудіо та відеоматеріали Нюрнберзького процесу, а також архів фотографій та творів Роберта Джексона.

### Заходи, пов'язані з Україною
28 липня 2022 року Центр Роберта Джексона у партнерстві з неприбуткової організацією, що діє як глобальна безкоштовна юридична фірма, Public International Law & Policy Group та міжнародним відділом Адвокатської колегії штату Нью-Йорк організував вебінар «Шлях і перешкоди до спеціального трибуналу для України» (англ. The Path and the Obstacles to a Special Tribunal for Ukraine). У заході взяли участь викладач Американського університету та президент Public International Law & Policy Group Пол Р. Вільямс, радниця Асоціації правників України з міжнародної діяльності Інна Ліньова, шведський юрист, дипломат і колишній Юридичний Радник ООН Ганс Коррелл, колишній головний прокурор у Спеціальному суді зі С'єрра-Леоне Девід М. Крейн та посол з особливих доручень Міністерства закордонних справ України Антон Кориневич.
28 квітня 2023 року Центр Роберта Джексона організував онлайн-лекцію колишнього головного прокурора у Спеціальному суді зі С'єрра-Леоне Девіда М. Крейна на тему «Справедливість для України і процес 1934 року: розквіт гітлеризму» (англ. Justice for Ukraine and the 1934 Trial: Rise of Hitlerism). 5 грудня 2023 року Центр Роберта Джексона організував лекцію Девіда М. Крейна про конфлікт в Україні.